# Teradata
Teradata Corporation (NYSE: TDC) er en amerikansk softwarevirksomhed, der udbyder cloudbaseret database- og analyse-relateret software og services. Virksomheden blev etableret i 1979 i Brentwood, Californien. Fra 1991 til 2007 var Teradata en del af NCR Corporation. Teradata har hovedkvarter i San Diego, Californien.